# Železný (Jičínská pahorkatina)
Železný (370 m n. m.) je vrch v okrese Jičín Královéhradeckého kraje, v Českém ráji, asi 3 km severovýchodně od Jičína. Severně od vrchu leží město Železnice a na východním svahu jeho místní část Těšín, do katastrálních území obou těchto sídel vrch náleží.
Ze severní a západní strany je vrch obklopený Ploužnickým potokem. Pouhých 1,5 km jjv. směrem leží známější vrch Zebín. Z vrchu se nabízí výhledy na Jičínsko, Táborský hřbet a Podkrkonoší.

## Hrad
Na kopci stával ve 14. století strážní, pravděpodobně dřevěný hrad, který patřil rodu pánů ze Železnice a nesl jméno Železný – německy uváděné jako Isenberg. Jako prvního známého majitele dokumenty připomínají Ratibora ze Železnice. Neví se, kdy byl hrad založen, ani jak fakticky vypadal, zanikl totiž již ve 14. století, kdy bylo železnické panství připojeno k panství bradleckému a majitelé se přesunuli na novější a pohodlnější hrad Bradlec. O hradu jako takovém se však nedochovaly žádné písemné záznamy. Do dnešní doby se z hradu nezachovalo téměř nic, pouze zbytky hliněných valů a příkopů na západní a jihozápadní straně. Ke ztrátě pozůstatků hradu přispěla též následná těžba čediče, která vrch silně narušila, podobně jako u vrchu Veliš.

## Geomorfologické zařazení
Vrch náleží do celku Jičínská pahorkatina, podcelku Turnovská pahorkatina, okrsku Jičínská kotlina, podokrsku Úlibická tabule a Zebínské části.

## Přístup
Pěšky po červené turistické značce Jičín – Železnice a na kraji Těšína zahnout západně přímo k vrcholu (500 metrů). Automobilem se lze dostat do Železnice nebo Těšína, nejlépe ze silnice Jičín – Lomnice nad Popelkou. Jihozápadně leží zastávka železniční tratě 041.